# Eudokia Komnena
Eudokia Komnena (gr. Εὐδοκία Κομνηνή, ur. ok. 1160, zm. ok. 1203) – była córką Izaaka Komnena i jego drugiej żony Ireny.

## Życiorys
Eudokia Komnena została wysłana do Prowansji przez cesarza Manuela 1174 roku. Celem tej wyprawy były zaręczony z synem królewskiej dynastii z Aragonii. Ostatecznie jednak dopiero w 1180 roku poślubiła Wilhelma VIII z Montpellier. Mieli jedną córkę - Marię (ur. 1182).
W kwietniu 1187 małżonkowie rozwiedli się i Eudokia wstąpiła do klasztoru benedyktynek.  